# Kin Hubbard

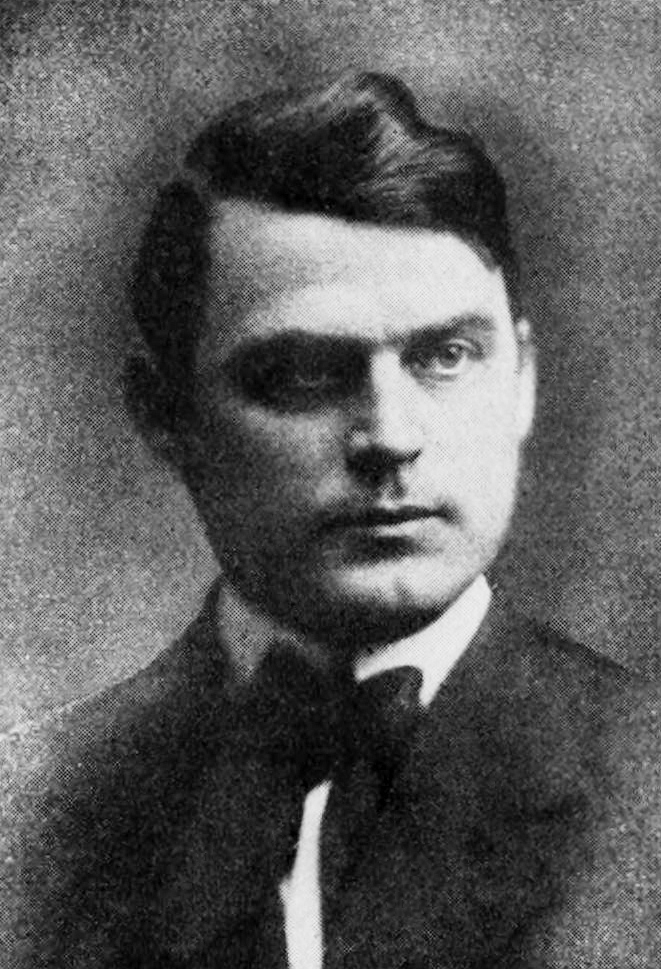
Kin Hubbard im Jahr 1908

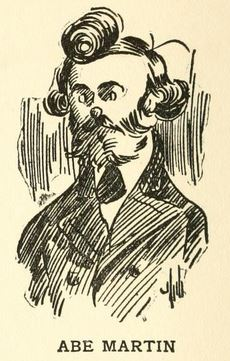
Das Buch Abe Martin. Indianapolis 1907 (Verfasser und Zeichner: Kin Hubbard)

Frank McKinney „Kin“ Hubbard (* 1. September 1868 in Bellefontaine (Ohio); † 26. Dezember 1930 in Indianapolis) war ein US-amerikanischer Cartoonist, Humorist und Journalist.

## Leben
Frank McKinney Hubbard, der Sohn des Zeitungsverlegers und Bellefontainer Postmeisters Thomas Hubbard (1826–1902) und dessen Ehefrau Sarah Jane Miller Hubbard (1833–1912), zeichnete bereits als Elfjähriger. Der Bellefontainer Grundschule kehrte der Junge nach der siebten Klasse den Rücken und ging an die Jefferson School of Art – eine High School in Detroit. Dort hielt er es nur ein paar Tage aus. Bevor Kin – wie Frank McKinney Hubbard gerufen wurde – dann im Jahr 1891 bei der Abendzeitung Indianapolis News als Zeichner anfing, war er in verschiedenen Berufen tätig: Er lackierte, gravierte, zeichnete und half dem Vater im Postamt. Von 1894 bis 1900 unterbrach er das Arbeitsverhältnis bei dem Abendblatt, kehrte jedoch 1901 zurück und blieb. Der Humorist Kin Hubbard profilierte sich in den folgenden Jahren mit Karikaturen, die den Politiker, der in Indiana gerade an der Macht ist und seine Lobby anprangern; publizierte 1903 sein erstes Buch Collection of Indiana Lawmakers and Lobbyists. Bekannt wurde Hubbard durch seine Abe Martin-Cartoons. Sprüche des Abe Martin erschienen – mit Illustrationen des Verfassers versehen – über die Jahre hinweg bis 1930, dem Todesjahr des Autors, in mehreren Büchern. Zudem wurden jene Sprüche zu Lebzeiten des Autors in hunderten von US-Zeitungen veröffentlicht. Die Indianapolis News brachte Hubbards Cartoons bis ins Jahr 1980. Die Figur des Abe Martin hatte Hubbard im Jahr 1904 während einer Wahlkampfreise durch Indiana erfunden und entwickelt. Fiktiv ist auch das Städtchen Bloom Center im ländlichen Brown County, in dem der Autor seine Figur angesiedelt hatte.
Als Sonntagsbeilage der Indianapolis News schrieb Hubbard den humoristischen Essay Short Furrows. Eine Sammlung aus dieser Folge erschien 1912 als Buch.
Kin Hubbard hatte  am 12. Oktober 1905 Josephine Jackson (1882–1970) aus Greencastle geheiratet. Das Paar hatte die Kinder Thomas E. Hubbard (1907–2001) und Virginia (* 1909). 
Kin Hubbard starb in seinem – erst gegen Ende 1929 bezogenen – neuen Haus in der Indianapoliser North Meridian Street an einem Herzinfarkt.

## Werke (Auswahl)
- Collection of Indiana Lawmakers and Lobbyists. 1903
- Abe Martin of Brown County, Indiana. Indianapolis 1907 (archive.org)
- Brown County Folks Indianapolis 1910 (archive.org)
- Short Furrows. Indianapolis 1912 (archive.org)
- Back County Folks. Indianapolis 1913 (HathiTrust)
- These Days. Indianapolis 1922 (archive.org)

## Ehrung
Im Brown County/Indiana gibt es den Kin-Hubbard-Bergrücken.